# Atletiek op de Olympische Zomerspelen 2020 – 1500 meter mannen
De 1500 meter voor mannen  op de Olympische Zomerspelen 2020 vond plaats op dinsdag 3, donderdag 5 en zaterdag 7 augustus in het  Olympisch Stadion. 

## Records
Voorafgaand aan het toernooi waren dit het wereldrecord en het olympisch record.
| Wereldrecord     | Hicham el Guerrouj | 3.26,00 | Rome   | 14 juli 1998      |
| Olympisch record | Noah Ngeny         | 3.32,07 | Sydney | 29 september 2000 |

## Resultaten

### Series
De zes snelsten van elke serie kwalificeerden zich direct voor de halve finales (Q), Van de overgebleven atleten kwalificeerden de zes tijdsnelsten zich ook voor de halve finales (q),

#### Serie 1
| Rang | Atleet             | Land | Tijd    | Bijz. |
| ---- | ------------------ | ---- | ------- | ----- |
| 1    | Ismael Debjani     | BEL  | 3:36,00 | Q     |
| 2    | Timothy Cheruiyot  | KEN  | 3:36,01 | Q     |
| 3    | Ollie Hoare        | AUS  | 3:36,09 | Q     |
| 4    | Cole Hocker        | USA  | 3:36,16 | Q     |
| 5    | Abdelatif Sadiki   | MAR  | 3:36,23 | Q     |
| 6    | Michał Rozmys      | POL  | 3:36,28 | Q     |
| 7    | Josh Kerr          | GBR  | 3:36,29 | q     |
| 8    | Ignacio Fontes     | ESP  | 3:36,95 | q     |
| 9    | Samuel Tefera      | ETH  | 3:37,98 |       |
| 10   | Filip Ingebrigtsen | NOR  | 3:38,02 |       |
| 11   | Amos Bartelsmeyer  | GER  | 3:38,36 |       |
| 12   | István Szögi       | HUN  | 3:38,79 |       |
| 13   | Abraham Guem       | SSD  | 3:40,86 | PB    |
| 14   | Alexis Miellet     | FRA  | 3:41,23 |       |
| 15   | Adam Ali Musab     | QAT  | 3:42,55 |       |
| 16   | Felisberto de Deus | TLS  | 3:51,03 | NR    |

#### Serie 2
| Rang | Atleet                  | Land | Tijd    | Bijz. |
| ---- | ----------------------- | ---- | ------- | ----- |
| 1    | Abel Kipsang            | KEN  | 3:40,68 | Q     |
| 2    | Matthew Centrowitz      | USA  | 3:41,12 | Q     |
| 3    | Jake Wightman           | GBR  | 3:41,18 | Q     |
| 4    | Azeddine Habz           | FRA  | 3:41,24 | Q     |
| 5    | Samuel Abate            | ETH  | 3:41,63 | Q     |
| 6    | Charles Grethen         | LUX  | 3:41,90 | Q     |
| 7    | Jye Edwards             | AUS  | 3:42,62 |       |
| 8    | Sadik Mikhou            | BRN  | 3:42,87 |       |
| 9    | Sam Tanner              | NZL  | 3:43,22 |       |
| 10   | Ali Idow Hassan         | SOM  | 3:43,96 | PB    |
| 11   | Anass Essayi            | MAR  | 3:45,92 |       |
| 12   | Jesús Gómez             | ESP  | 3:47,27 | qR    |
| 13   | Thiago André            | BRA  | 3:47,71 |       |
| 14   | Benjamín Enzema         | GEQ  | 3:48,17 |       |
| 15   | Marcin Lewandowski      | POL  | 4:43,96 | qR    |
| –    | Abdirahman Saeed Hassan | QAT  | DNF     |       |

#### Serie 3
| Rang | Atleet              | Land | Tijd    | Bijz. |
| ---- | ------------------- | ---- | ------- | ----- |
| 1    | Jake Heyward        | GBR  | 3:36,14 | Q     |
| 2    | Teddese Lemi        | ETH  | 3:36,26 | Q     |
| 3    | Stewart McSweyn     | AUS  | 3:36,39 | Q     |
| 4    | Jakob Ingebrigtsen  | NOR  | 3:36,49 | Q     |
| 5    | Robert Farken       | GER  | 3:36,61 | Q     |
| 6    | Adel Mechaal        | ESP  | 3:36,74 | Q, SB |
| 7    | Nick Willis         | NZL  | 3:36,88 | q, SB |
| 8    | Andrew Coscoran     | IRL  | 3:37,11 | q     |
| 9    | Ayanleh Souleiman   | DJI  | 3:37,25 | q, SB |
| 10   | Charles Simotwo     | KEN  | 3:37,26 | q     |
| 11   | Baptiste Mischler   | FRA  | 3:37,53 |       |
| 12   | Kalle Berglund      | SWE  | 3:49,43 |       |
| 13   | Paulo Amotun Lokoro | EOR  | 3:51,78 | SB    |
| –    | Soufiane El Bakkali | MAR  | DNF     |       |
| –    | Ronald Musagala     | UGA  | DNF     |       |
| –    | Yared Nuguse        | USA  | DNS     |       |

### Halve finales
De vijf snelsten van elke serie kwalificeerden zich direct voor de finale (Q), Van de overgebleven atleten kwalificeerden de twee tijdsnelsten zich ook voor de finale (q),

#### Halve finale 1
| Rang | Atleet             | Land | Tijd    | Bijz. |
| ---- | ------------------ | ---- | ------- | ----- |
| 1    | Jake Wightman      | GBR  | 3:33,48 | Q, SB |
| 2    | Cole Hocker        | USA  | 3:33,87 | Q, PB |
| 3    | Timothy Cheruiyot  | KEN  | 3:33,95 | Q     |
| 4    | Ollie Hoare        | AUS  | 3:34,35 | Q     |
| 5    | Ignacio Fontes     | ESP  | 3:34,49 | Q     |
| 6    | Charles Simotwo    | KEN  | 3:34,61 |       |
| 7    | Teddese Lemi       | ETH  | 3:34,81 |       |
| 8    | Robert Farken      | GER  | 3:35,21 |       |
| 9    | Nick Willis        | NZL  | 3:35,41 | SB    |
| 10   | Andrew Coscoran    | IRL  | 3:35,84 |       |
| 11   | Ismael Debjani     | BEL  | 3:42,18 |       |
| –    | Ayanleh Souleiman  | DJI  | DNF     |       |
| –    | Marcin Lewandowski | POL  | DNF     |       |

#### Halve finale 2
| Rang | Atleet             | Land | Tijd    | Bijz.     |
| ---- | ------------------ | ---- | ------- | --------- |
| 1    | Abel Kipsang       | KEN  | 3:31,65 | Q, OR, PB |
| 2    | Jakob Ingebrigtsen | NOR  | 3:32,13 | Q         |
| 3    | Josh Kerr          | GBR  | 3:32,18 | Q         |
| 4    | Adel Mechaal       | ESP  | 3:32,19 | Q, PB     |
| 5    | Stewart McSweyn    | AUS  | 3:32,54 | Q         |
| 6    | Jake Heyward       | GBR  | 3:32,82 | q, PB     |
| 7    | Charles Grethen    | LUX  | 3:32,86 | q, NR     |
| 8    | Abdelatif Sadiki   | MAR  | 3:33,59 | PB        |
| 9    | Matthew Centrowitz | USA  | 3:33,69 | SB        |
| 10   | Azeddine Habz      | FRA  | 3:35,12 |           |
| 11   | Samuel Zeleke      | ETH  | 3:37,66 |           |
| 12   | Jesús Gómez        | ESP  | 3:44,46 |           |
| 13   | Michał Rozmys      | POL  | 3:54,53 | qR        |

### Finale
| Rang   | Atleet             | Land | Tijd    | Bijz.  |
| ------ | ------------------ | ---- | ------- | ------ |
| Goud   | Jakob Ingebrigtsen | NOR  | 3:28,32 | OR, AR |
| Zilver | Timothy Cheruiyot  | KEN  | 3:29,01 |        |
| Brons  | Josh Kerr          | GBR  | 3:29,05 | PB     |
| 4      | Abel Kipsang       | KEN  | 3:29,56 | PB     |
| 5      | Adel Mechaal       | ESP  | 3:30,77 | PB     |
| 6      | Cole Hocker        | USA  | 3:31,40 | PB     |
| 7      | Stewart McSweyn    | AUS  | 3:31,91 |        |
| 8      | Michał Rozmys      | POL  | 3:32,67 | PB     |
| 9      | Jake Heyward       | GBR  | 3:34,43 |        |
| 10     | Jake Wightman      | GBR  | 3:35,09 |        |
| 11     | Ollie Hoare        | AUS  | 3:35,79 |        |
| 12     | Charles Grethen    | LUX  | 3:36,80 |        |
| 13     | Ignacio Fontes     | ESP  | 3:38,56 |        |

1896: Teddy Flack ·
1900: Charles Bennett ·
1904: Jim Lightbody ·
1908: Mel Sheppard ·
1912: Arnold Jackson ·
1920: Albert Hill ·
1924: Paavo Nurmi ·
1928: Harri Larva ·
1932: Luigi Beccali ·
1936: Jack Lovelock ·
1948: Henry Eriksson ·
1952: Josy Barthel ·
1956: Ron Delany ·
1960: Herb Elliott ·
1964: Peter Snell ·
1968: Kipchoge Keino ·
1972: Pekka Vasala ·
1976: John Walker ·
1980: Sebastian Coe ·
1984: Sebastian Coe ·
1988: Peter Rono ·
1992: Fermín Cacho ·
1996: Noureddine Morceli ·
2000: Noah Ngeny ·
2004: Hicham El Guerrouj ·
2008: Asbel Kiprop ·
2012: Taoufik Makhloufi ·
2016: Matthew Centrowitz ·
2020: Jakob Ingebrigtsen ·
2024: Cole Hocker